# 宍戸久美子
宍戸 久美子（ししど くみこ）は、日本のアニメーター。アクセル所属。

## 来歴・人物
1990年代から現在まで、色々な作品で幅広く活動している。中でも『名探偵コナン』には、放送開始当初から携わっている。
1980年代から1990年代は、演出家の佐藤真人や河村明夫等と組んで作画監督を担当することが多かった。

## 作品リスト

### テレビアニメ
1988年
- キテレツ大百科（1988年 - 1996年、作画監督）
- 美味しんぼ（1988年 - 1992年、作画監督）

1989年
- おぼっちゃまくん（1989年 - 1992年、作画監督）

1993年
- 剣勇伝説YAIBA（1993年 - 1994年、作画監督）

1995年
- スレイヤーズ（作画監督・原画）

1996年
- 名探偵コナン（1996年 - 、サブキャラクターデザイン・デザインワークス・総作画監督・作画監督・原画・OP・ED原画）

1997年
- ポケットモンスター（1997年 - 2002年、作画監督）
- バトルアスリーテス大運動会（1997年 - 1998年、作画監督）

1998年
- サイレントメビウス（作画監督）
- ああっ女神さまっ 小っちゃいって事は便利だねっ（1998年 - 1999年、作画監督）

1999年
- モンスターファーム（1999年 - 2000年、作画監督）
- GTO（1999年 - 2000年、作画監督）

2001年
- Cosmic Baton Girl コメットさん☆（2001年 - 2002年、作画監督・OP・ED原画）

2002年
- ポケットモンスター アドバンスジェネレーション（2002年 - 2003年、作画監督）

2004年
- B-伝説! バトルビーダマン（2004年 - 2005年、作画監督）

2005年
- ドラえもん（2005年 - 、原画）

2006年
- 爆球Hit! クラッシュビーダマン（作画監督）

2007年
- レ・ミゼラブル 少女コゼット（作画監督）
- ハヤテのごとく!（2007年 - 2008年）ED原画）

2008年
- ヤッターマン（2008年 - 2009年、作画監督・原画）
- ポルフィの長い旅（原画）
- 二十面相の娘（作画監督）
- ソウルイーター（原画）

2009年
- クロスゲーム（作画監督）
- こんにちは アン 〜Before Green Gables（原画）
- 宙のまにまに（作画監督）
- ご姉弟物語（作画監督）
- 空中ブランコ（原画）

2010年
- ひだまりスケッチ×☆☆☆（作画監督）
- ひめチェン!おとぎちっくアイドル リルぷりっ（作画監督・原画）
- 鋼の錬金術師 FULLMETAL ALCHEMIST（原画）
- スティッチ! 〜ずっと最高のトモダチ〜（作画監督）
- イナズマイレブン（作画監督）

2011年
- カードファイト!! ヴァンガード（デザインワークス・作画監督）
- べるぜバブ（作画監督）
- SKET DANCE（作画監督補佐・OP原画）
- C（原画）
- R-15（原画）

2012年
- エリアの騎士（プロップデザイン・作画監督）
- カードファイト!! ヴァンガード アジアサーキット編（デザインワークス・作画監督）
- アクセル・ワールド（作画監督）
- ハヤテのごとく! CAN'T TAKE MY EYES OFF YOU（総作画監督・作画監督）

2013年
- たまごっち! ゆめキラドリーム（作画監督）
- ハヤテのごとく! Cuties（総作画監督）
- カードファイト!! ヴァンガード リンクジョーカー編（2013年 - 2014年、作画監督）
- たまごっち! みらくるフレンズ（2013年 - 2014年、作画監督）

2014年
- 弱虫ペダル（作画監督・作画監督補佐・原画）
- Wake Up, Girls!（作画監督）
- GO-GO たまごっち!（2014年 - 2015年、作画監督）
- カードファイト!! ヴァンガードG（2014年 - 2015年、作画監督・OP作画監督・ED作画監督）
- 弱虫ペダル GRANDE ROAD（作画監督・原画）

2015年
- 城下町のダンデライオン（作画監督）
- 電波教師（作画監督）
- カードファイト!! ヴァンガードG ギアースクライシス編（2015年 - 2016年、作画監督）

2016年
- FAIRY TAIL（作画監督）
- 宇宙パトロールルル子（作画監督）
- スカーレッドライダーゼクス（作画監督）
- 12歳。〜ちっちゃなムネのトキメキ〜（作画監督）

2017年
- 弱虫ペダル NEW GENERATION（作画監督）
- プリプリちぃちゃん!!（作画監督）

2018年
- からかい上手の高木さん（2018年 - 2019年、作画監督・OP作画）
- ゾイドワイルド（作画監督）
- ソラとウミのアイダ（作画監督）
- おとなの防具屋さん（作画監督）

2019年
- 明治東亰恋伽（作画監督）
- 爆釣バーハンター（作画監督）
- おじゃる丸（原画）
- Dr.STONE（作画監督）
- カードファイト!! ヴァンガード 新右衛門編（2019年 - 2020年、作画監督・原画・OP原画）

2020年
- フルーツバスケット 2nd season（作画監督）
- カードファイト!! ヴァンガード外伝 イフ-if-（作画監督・原画）

2021年
- 天地創造デザイン部（動物デザイン）
- おとなの防具屋さんII（作画監督）
- 半妖の夜叉姫（作画監督）
- 新幹線変形ロボ シンカリオンZ（作画監督）

2022年
- おしりたんてい（作画監督）
- 機動戦士ガンダム 水星の魔女（作画監督）

2023年
- B-PROJECT〜熱烈*ラブコール〜（作画監督）
- 薬屋のひとりごと（2023年 - 2024年、作画監督）

2024年
- 俺は全てを【パリイ】する 〜逆勘違いの世界最強は冒険者になりたい〜（作画監督）

2025年
- アオのハコ（作画監督）
- SAKAMOTO DAYS（作画監督）
- 外れスキル《木の実マスター》 〜スキルの実（食べたら死ぬ）を無限に食べられるようになった件について〜（作画監督）

### 劇場アニメ
- うしろの正面だあれ（1991年、原画）
- アップフェルラント物語（1992年、原画）
- ドラミちゃん ハロー恐竜キッズ!!（1993年、原画）
- 劇場版名探偵コナンシリーズ （1997年 - ）
  - 名探偵コナン 時計じかけの摩天楼（1997年、原画・作画監督）
  - 名探偵コナン 14番目の標的（1998年、原画・作画監督・レイアウト・デザインワークス）
  - 名探偵コナン 世紀末の魔術師（1999年、原画）
  - 名探偵コナン 瞳の中の暗殺者（2000年、原画・レイアウト）
  - 名探偵コナン 天国へのカウントダウン（2001年、原画・デザインワークス）
  - 名探偵コナン ベイカー街の亡霊（2002年、デザインワークス）
  - 名探偵コナン 純黒の悪夢（2016年、作画監督）
- 劇場版 ヤッターマン 新ヤッターメカ大集合! オモチャの国で大決戦だコロン!（2009年、原画）
- 昆虫物語 みつばちハッチ〜勇気のメロディ〜（2010年、原画）
- ハヤテのごとく! HEAVEN IS A PLACE ON EARTH（2011年、原画）
- ポケモン・ザ・ムービーXY 光輪の超魔神 フーパ（2015年、作画監督）

### OVA
- エクスプローラーウーマン・レイ（1989年、作画監督）
- 星くずパラダイス（1991年、原画）
- うしおととら（1992年 - 1993年、原画）
- レイアース（1997年、作画監督・作画監督補佐）
- 私立荒磯高等学校生徒会執行部（2002年、作画監督補、原画）
- 名探偵コナン 標的は小五郎!! 少年探偵団㊙調査（2005年、デザインワークス）
- 聖闘士星矢 THE LOST CANVAS 冥王神話（2009年、作画監督補佐）
- 怪物王女（2011年、原画）
- ラブライブ!虹ヶ咲学園スクールアイドル同好会NEXT SKY（2023年、作画監督）